# Lamar Stevens
Lamar Brandon Stevens, né le 9 juillet 1997 à Philadelphie en Pennsylvanie, est un joueur américain de basket-ball évoluant aux postes d'ailier et ailier fort.

## Biographie

### Cavaliers de Cleveland (2020-2023)
Lors de la draft NBA 2020, automatiquement éligible, Stevens n'est pas sélectionné. 
Le 19 novembre 2020, il signe un contrat two-way pour la saison à venir en faveur des Cavaliers de Cleveland. Le 15 avril 2021, il signe un contrat régulier.
En juillet 2023, Stevens est transféré aux Spurs de San Antonio via un échange à trois équipes impliquant aussi le Heat de Miami. Mi-juillet 2023, il est coupé par les Spurs.

### Celtics de Boston (2023-2024)
En septembre 2023, Stevens s'engage avec les Celtics de Boston.

### Grizzlies de Memphis (2024)
En février 2024, il est envoyé vers les Grizzlies de Memphis contre Xavier Tillman.

### Retour aux Grizzlies de Memphis (février-juillet 2025)
En février 2025, il signe un contrat de 10 jours avec les Grizzlies de Memphis. Mi-mars 2025, il est prolongé jusqu'à la fin de saison.

### Paris (depuis 2025)
En juillet 2025, Stevens rejoint le Paris Basketball.

## Statistiques

### Universitaires
| Saison    | Équipe     | Matchs | Titul. | Min./m | % Tir | % 3pts | % LF | Rbds/m. | Pass/m. | Int/m. | Ctr/m. | Pts/m. |
| --------- | ---------- | ------ | ------ | ------ | ----- | ------ | ---- | ------- | ------- | ------ | ------ | ------ |
| 2016-2017 | Penn State | 33     | 33     | 27,8   | 42,9  | 34,4   | 76,7 | 5,50    | 1,70    | 0,80   | 0,60   | 12,70  |
| 2017-2018 | Penn State | 39     | 39     | 33,1   | 46,5  | 31,9   | 69,6 | 5,90    | 1,90    | 0,60   | 1,10   | 15,50  |
| 2018-2019 | Penn State | 32     | 32     | 36,9   | 42,2  | 22,0   | 77,0 | 7,70    | 2,10    | 0,70   | 0,80   | 19,90  |
| 2019-2020 | Penn State | 31     | 31     | 31,1   | 42,3  | 26,3   | 71,9 | 6,90    | 2,20    | 1,10   | 1,20   | 17,60  |
| Carrière  | Carrière   | 135    | 135    | 32,2   | 43,5  | 27,6   | 73,8 | 6,50    | 1,90    | 0,80   | 0,90   | 16,30  |

### Professionnelles

#### Saison régulière
| Saison    | Équipe    | Matchs | Titul. | Min./m | % Tir | % 3pts | % LF | Rbds/m. | Pass/m. | Int/m. | Ctr/m. | Pts/m. |
| --------- | --------- | ------ | ------ | ------ | ----- | ------ | ---- | ------- | ------- | ------ | ------ | ------ |
| 2020-2021 | Cleveland | 40     | 0      | 12,5   | 45,6  | 16,0   | 72,5 | 2,40    | 0,62    | 0,42   | 0,33   | 4,12   |
| 2021-2022 | Cleveland | 63     | 13     | 16,1   | 48,9  | 27,7   | 70,7 | 2,60    | 0,70    | 0,49   | 0,29   | 6,08   |
| 2022-2023 | Cleveland | 62     | 25     | 18,1   | 44,8  | 31,6   | 70,2 | 3,30    | 0,50    | 0,40   | 0,30   | 5,30   |
| Carrière  | Carrière  | 165    | 38     | 16,0   | 46,7  | 28,1   | 71,0 | 2,80    | 0,60    | 0,50   | 0,30   | 5,30   |

#### Playoffs
| Saison   | Équipe    | Matchs | Titul. | Min./m | % Tir | % 3pts | % LF  | Rbds/m. | Pass/m. | Int/m. | Ctr/m. | Pts/m. |
| -------- | --------- | ------ | ------ | ------ | ----- | ------ | ----- | ------- | ------- | ------ | ------ | ------ |
| 2023     | Cleveland | 2      | 0      | 4,4    | 50,0  | 100,0  | 100,0 | 1,50    | 0,00    | 0,00   | 0,00   | 2,50   |
| Carrière | Carrière  | 2      | 0      | 4,4    | 50,0  | 100,0  | 100,0 | 1,50    | 0,00    | 0,00   | 0,00   | 2,50   |